# Liste d'élections en 1847
Chronologie des élections
- 1843
- 1844
- 1845
- 1846
- 1847
- 1848
- 1849
- 1850
- 1851

Cet article recense les élections organisées durant l'année 1847.

Dans les années 1830, le Royaume-Uni, les États-Unis, la république du Texas, la France, la Norvège, la Belgique, l'Espagne et le Portugal procédaient à des consultations (contraignantes) nationales régulières, toutes au suffrage censitaire masculin.
Les années 1840 ont vu s'y adjoindre le Liberia (en 1840), la Valachie (1843), la Grèce (1844), la Hongrie (1847) et la Suisse (1848.)
- 7 - 10 novembre : ouverture de la diète de Presbourg. Les groupes progressistes hongrois ont remporté une victoire décisive aux élections le 17 octobre. Lajos Kossuth est élu comme député de Pest. Il devient chef des radicaux, préconisant l’affranchissement des paysans et la séparation politique de l’Autriche et de la Hongrie[1]. Le gouvernement autrichien commence par ignorer ce vote mais accède finalement aux demandes des nationalistes en autorisant la constitution d’un gouvernement hongrois avec Batthyány comme Premier ministre le 23 mars 1848[2].[pas clair]

## Élections nationales en 1847
| Date                      | État        | Élection ou référendum          | Contexte | Résultat |
| ------------------------- | ----------- | ------------------------------- | -------- | --- |
| 11 avril                  | Costa Rica  | Chef d'État (en)                |          | Cette section est vide, insuffisamment détaillée ou incomplète. Votre aide est la bienvenue ! Comment faire ? |
| mai - 30 septembre        | Norvège     | Legislatives (en)               |          | Cette section est vide, insuffisamment détaillée ou incomplète. Votre aide est la bienvenue ! Comment faire ? |
| juin                      | Grèce       | Législatives                    |          | Cette section est vide, insuffisamment détaillée ou incomplète. Votre aide est la bienvenue ! Comment faire ? |
| 6 juin                    | Belgique    | Législatives (nl)               |          | Cette section est vide, insuffisamment détaillée ou incomplète. Votre aide est la bienvenue ! Comment faire ? |
| 29 juillet - 26 août 1847 | Royaume-Uni | Législatives                    |          | Cette section est vide, insuffisamment détaillée ou incomplète. Votre aide est la bienvenue ! Comment faire ? |
| 27 septembre              | Liberia     | Référendum constitutionnel (en) |          | Cette section est vide, insuffisamment détaillée ou incomplète. Votre aide est la bienvenue ! Comment faire ? |
| 27 septembre              | Liberia     | Présidentielle                  |          | Cette section est vide, insuffisamment détaillée ou incomplète. Votre aide est la bienvenue ! Comment faire ? |
| 28 novembre - 12 décembre | Portugal    | Législatives (en)               |          | Cette section est vide, insuffisamment détaillée ou incomplète. Votre aide est la bienvenue ! Comment faire ? |